# Carlo Giuseppe Merlo

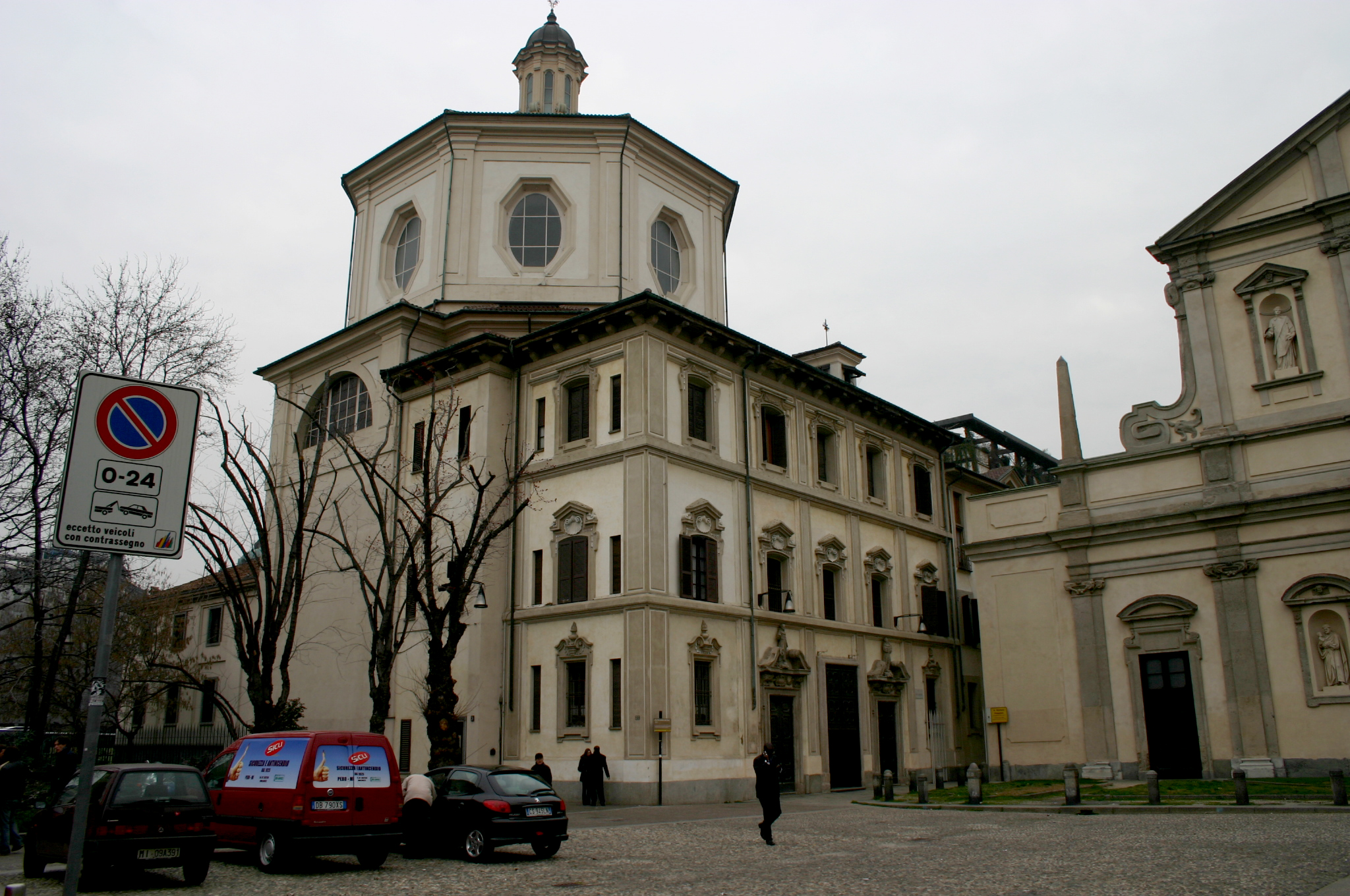
Chiesa di San Bernardino alle Ossa

Carlo Giuseppe Merlo (Milano, 5 novembre 1690 – Milano, 13 febbraio 1760) è stato un architetto e ingegnere italiano.

## Biografia

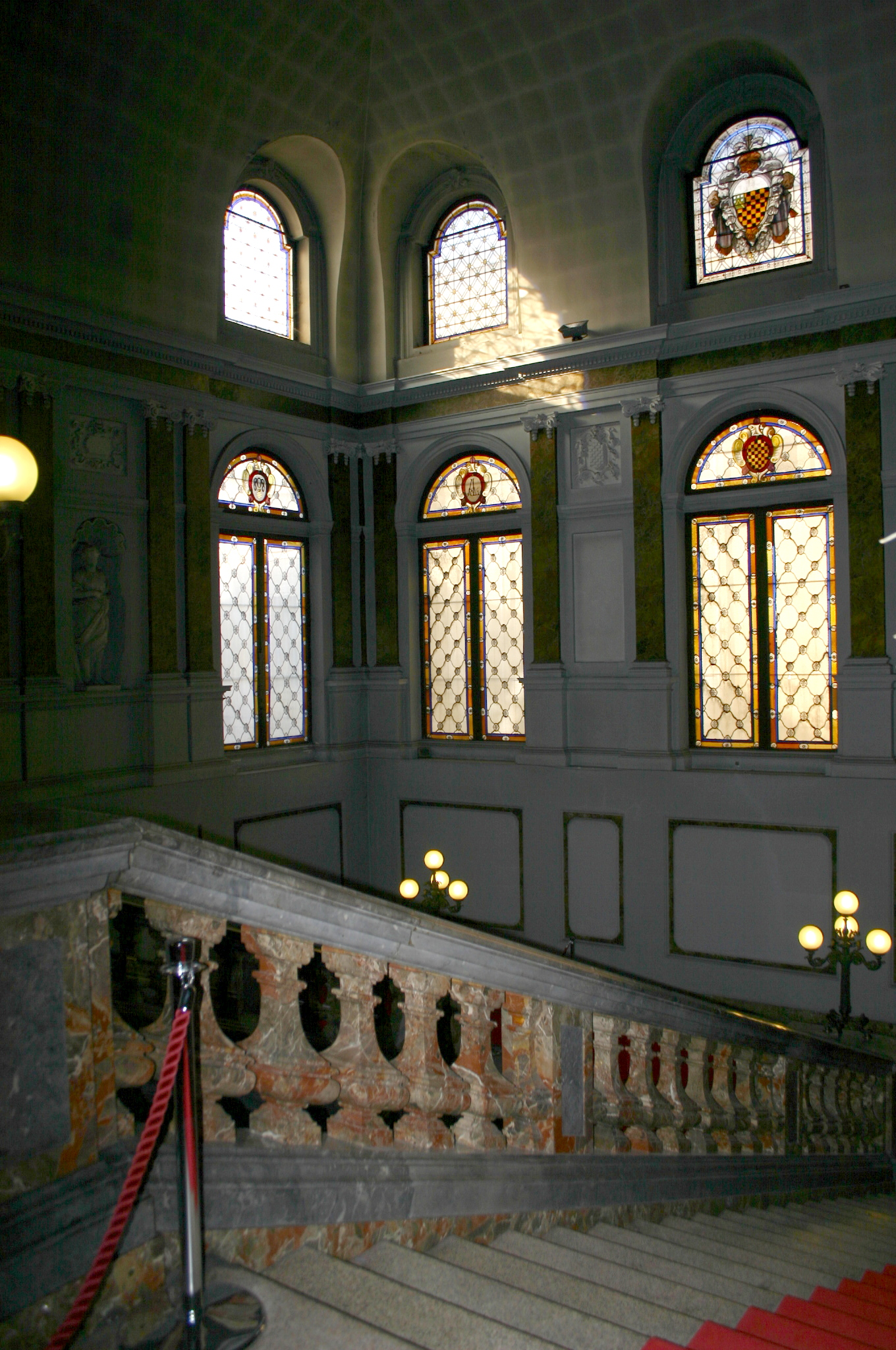
Scalone d'onore di Palazzo Litta

Carlo Giuseppe Merlo nasce a Milano il 5 novembre 1690 da Carlo Antonio Merlo e da Clara Castelli. Allievo di Francesco Bianchi, fu ammesso nel 1708 al Collegio degli ingegneri e architetti della città di Milano per diventare poi ingegnere e architetto nel 1716.

### I lavori nel milanese

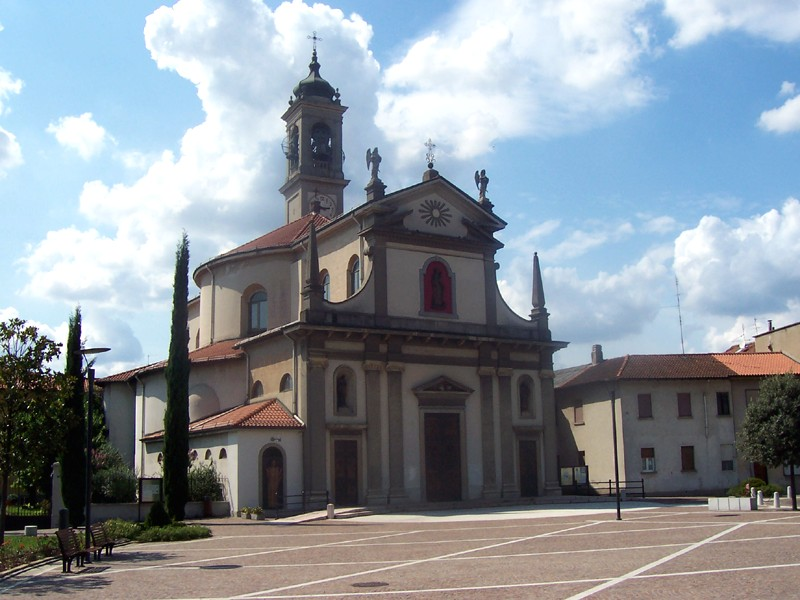
Chiesa di Santa Giuliana a Caponago

I primi successi dell'architetto arrivano nel 1718 con l'approvazione dei disegni per la chiesa di San Bernardino alle ossa a Milano che però vengono messi in opera solo a partire dal 1749. Il Merlo progetta la nuova chiesa tenendo conto degli ambienti preesistenti, sceglie quindi pianta centrale prendendo spunto dalla chiesa di San Giuseppe, anch'essa milanese. Oltre all'architettura le doti ingegneristiche gli permettono nel 1721 assistere alla misurazione di una porzione dei Corpi Santi e nel 1726, prestò più volte assistenza per una grossa fossa presente all'ospedale Maggiore.
Tra il 1726 e il 1736 Carlo Giuseppe Merlo prese parte come direttore alla Basilica dai santi Siro e Materno di Desio, commissionata in un primo tempo a Pellegrino Tibaldi, ma iniziata solo nel 1651, 55 anni dopo la morte dell'architetto. Nel 1736 iniziò la realizzazione dell’altare maggiore del Santuario di Santa Maria del Fonte presso Caravaggio che venne portato a termine nel 1750. Merlo inoltre lavora fino al compimento nel 1740 dell'oratorio della Beata Vergine Maria a Ponte Vecchio, frazione Magenta. Il 25 aprile 1733 si sposò con Antonia Crespi, con cui ebbe almeno un figlio, Carlo Benedetto Maria Merlo, che intraprese le orme paterne.
Tra le opere più famose del Merlo spicca lo scalone d’onore di Palazzo Litta a Milano. Il committente dell’opera fu il conte che forse suggerì una soluzione con uno scalone simile a quelli da lui visti a Vienna, città dove abitualmente soggiornava. Lo scalone poco decorato prevedeva una rampa superiore impostata sopra un arco di curva ellittica, i cui calcoli furono in parte svolti dal matematico Francesco Maria De Regi . i lavori iniziarono nel 1738 e si conclusero nel 1750, anno della morte del committente. Lo scalone venne poi danneggiato durante i bombardamenti della seconda guerra mondiale, ma venne poi ricostruito.
Intorno agli anni 40 del settecento Merlo Venne richiesta da Giovanni Perego la progettazione di Villa Perego a Cremnago, frazione di Inverigo. Il Merlo inoltre fornì i disegni per lo scalone di Palazzo Piccolomini a Praga visto che il fratello di Giuseppe Perego era amico dei Piccolomini che a quel tempo risiedevano in Boemia. Nel 1751 venne compiuto l’altare di San Ulderico nella Basilica di San Nazaro in Brolo a Milano. Nel 1738 diede avvio ai lavori per la chiesa di Santa Giuliana a Caponago. Venne costruita rispettando le preesistenze ed è innovativa nella pianta centrale ellittica. Nel 1739 consegnò il progetto per il monastero della Visitazione a Milano. Nel 1745 diede avvio ai lavori, terminati nel 1753, per la facciata della parrocchiale di Sant Andrea Apostolo a Pioltello, il cui finestrone centrale venne però chiuso in anni successivi. Tra il 1748 e il 1755 si dedicò al progetto per il padiglione del palazzo della mensa arcivescovile di Groppello d'Adda, frazione di Cassano d'Adda. Sempre a Cassano si occupò di rialzare gli argini della Roggia Comuna, ma il progetto non fu mai attuato.

### Il Duomo di Milano
Nel 1733 inizia la collaborazione con la Veneranda Fabbrica del duomo presiedendo le sedute del Collegio degli ingegneri e architetti. Di nuovo attivo per il duomo di Milano, il Merlo fu nominato nel 1750 «perito per l’opera della gran guglia». Nel 1759 disegnò il progetto per la gran guglia del duomo di Milano, al quale i Fabbricieri del duomo ordinarono di attenersi anche dopo la morte del suo autore.

### Gli ultimi anni
Nel 1750 iniziano i lavori per l’erezione della chiesa di San Carlo Borromeo a Vairano, frazione di Vidigulfo, proprietà di Giulio Visconti Borromeo Arese che lo aveva incaricato della costruzione dello scalone di palazzo Litta. Nel 1751, grazie alle sue abilità ingegneristiche gli venne fatta richiesta di determinare i confini tra lo stato di Milano e la Repubblica di Venezia: disegnò perciò, con un collega veneto, una mappa del fiume Oglio in 72 fogli. L’anno successivo gli venne richiesto anche un disegno per il completamento della cupola del santuario dell'Addolorata di Rho, portata a compimento solo nel 1758, dopo minuziosi calcoli matematici in cui il Merlo aiutato da De Regi. Nella metà degli anni Cinquanta del Settecento si dedicò all'erezione del campanile della chiesa parrocchiale di Olginate dedicata a santa Agnese e ai progetti della chiesa dei santi Gervasio e Protasio a Vercurago. Nel 1758 si dedicò al progetto per il monastero di San Luca a Milano e nel 1759 lavora nuovamente al santuario dell'Addolorata e progetta la pianta per il campanile del. Morì a Milano il 13 febbraio 1760.